# Ernesto Köhler

Anonimo, ritratto giovanile di Ernesto Köhler. (Archivio privato). Si noti il flauto "sistema antico": Köhler non adottò mai il sistema "Böhm".

Ernesto Köhler (Modena, 4 dicembre 1849 – San Pietroburgo, 17 maggio 1907) è stato un compositore e flautista italiano.

## Biografia
Primogenito del boemo Joseph Venceslau Köhler (1809 – 1878), già primo flauto della Cappella della Corte Ducale di Modena, iniziò lo studio del flauto col padre. Nel 1869 si trasferì a Vienna per ricoprire il posto di primo flauto al Teatro Karl e nel 1871, su invito di Cesare Ciardi, si stabilì definitivamente a Pietroburgo dove morì.
Importante la produzione di opere didattiche imperniata largamente sullo stile belcantistico, caratteristica principale della scuola flautistica italiana legata al melodramma dove eleganza, fraseggio, espressione, cantabilità erano obiettivi di ogni esecutore.

## Composizioni

### Opere e balletti
- Ben Achmed, opera lirica
- Clorinda, balletto teatrale

### Composizioni per flauto e orchestra
- Hirtenidyll op. 58
- Fantaisie sur la célebre chanson ‘'Moskwa'’ di Decker-Schenk, op. 62
- Fantaisie sur ‘'Le Gouverneur de Tours'’ di C. Reinecke op. 64
- Schwalbenflug op. 72
- La Romantique, Fantaisie de concert op. 80
- Zephyr, Valse de concert op. 81
- Fantadsca, piece de concert op. 91
- La Capricieuse, piece de concert op. 94
- Concertino op. 97
- Secondo concerto op. 99 (incompiuto)
- Schwalbenflug, étude de concert op. 72 (per due flauti e orchestra)

### Musica da camera

#### Composizioni per flauto e pianoforte
- Il Tramonto del Sole, Idillio op. 2
- Réminiscence de Bellini, Fantaisie op. 5
- Danse Savoyarde, Morceau de salon op. 8
- Chagrin, morceau de salon op. 9
- Fantaisie romantique op. 15
- Valse-Caprice op. 14
- Bonsoir, Romance op. 29
- 6 Pièces op. 50
- Amoretten-Ständchen op. 56
- Marsch der Ängstlichen op. 57
- Frühlingslied op. 58
- Alla Mazurka op. 59
- Tarantelle Napolitaine op. 42
- Danse Champètre op. 45
- Kuss-Gavotte op. 47
- Rêverie Poetique op. 49
- Auf den Alpen op. 51
- Valse Espagnole op. 57
- Serenade op. 59
- 6 Pièces op. 60
- 6 Fantaisies faciles sur airs populairs russes op. 61 (esiste la versione per flauto solo)
- 6 Fantaisies faciles sur airs populairs allemands op. 65 (esiste la versione per flauto solo)
- Sérénade Orientale op. 70
- Valse mignonne op. 71
- Fantaisie de concert sur thème de Donizetti op. 75
- Serenade Italienne op. 74
- At the Sea Shore, Concert piece op. 76
- Morgengruss op. 78 n. 1
- Vergissmeinnicht op. 78 n. 2
- Ländlicher Tanz op. 78 n. 5
- Zukunftstraum op. 79
- 10 Etudes de concert op. 82
- 6 Vortragstücke op. 84
- Carlton-Mazurka op. 85
- La Perle du Nord, Konzertstück op. 86
- 4 Morceaux caracteristiques op. 88
- Sérénade Love in Idleness de Macbeth op. 90
- '’Russlan und Ludmilla'’ Oper Von M. Glinka, Concert-Fantasie op. 95
- '’Das Leben für den Zaren'’ Oper Von M. Glinka, Concert-Fantasie op. 96
- Caprice original
- Fantaisie brillante sur motifs italiens
- Mathilde, Mazurka de concert
- Rêverie russe, caprice brillant
- 6 Sonatines
- Polka du Rossignol
- Souvenir de St. Petersburg, Fantaisie
- Nocturne
- Regrets, mélodie
- Saltarello, scherzo

#### Altre formazioni cameristiche
- Duo de Concert sur des mélodies de Schubert op. 67, per due flauti e pianoforte
- Duo de Concert sur une mélodie de Chopin op. 68, per due flauti e pianoforte
- Valse des fleurs op. 87, per due flauti e pianoforte
- Die Zauberflöte, 100 Vortragsstücke, per due flauti e pianoforte
- Echo op. 40b, per flauto, corno e pianoforte
- Au Vol d'oiseau, scenes pittoresques op. 98, per flauto, violino, violoncello ad libitum, pianoforte o arpa
- La Flûte enchantée, 100 pièces de concert légères, per flauto, violino e pianoforte
- Echo, air de concert op. 69, per soprano, flauto e pianoforte
- Die Welle op. 83, per flauto, soprano e pianoforte

### Musica per flauto/i solo/i
- Marches et Gavottes op. 55/4
- Opern-album op. 55/5
- Lieder-album op. 55/6
- Zigeunerlieder und Romanzen op. 55/7
- Zweites Zigeunerliederalbum
- La Flûte enchantée, 100 beliebte Unterhaltungs- und Vortragsstücke, per 2 flauti
- 25 leichte Duette op. 55 n. 1, per 2 flauti
- 15 schwere Duette op. 55 n. 2, per 2 flauti
- 6 Sonatines, per 2 flauti
- Grosses Quartett fur 4 Floten op_ 92

### Opere didattiche
- Theoretisch-Praktische Flötenschule (2 voll.)
- Der Fortschritt in Flötenspiel Lusterweckende Übungen für Flöte op. 33
- 25 Romantische Etüden im Modernen Stil op. 66
- 50 Virtuose Etüden für Flöte in allen Dur und Moll Tonarten op. 75
- Schüle der Geläufigkeit, Tägliche Ubungen op. 77
- 22 Vortrags und Geläufigkeit, op. 89
- 20 leichte und melodische Lektionen op. 93 (2 voll.)
- Metodo per Ottavino
- 24 Etudes caractéristiques
- 35 Exercises
- Die Zauberflüte, 100 beliebte Unterhaltungs und Vortragsstücke
- Zweites Zigeunerliederalbum
- Unterhaltungs- und Vortragsstucke